# 鄭李錦芬
鄭李錦芬，JP（1952年10月—），祖籍廣東三水，美國安利（Amway）前執行副總裁、安利大中華及東南亞地區前行政總裁，團結香港基金前總裁。

## 簡歷
1975年於香港大學歷史系畢業後，曾擔任政務署行政主任，1977年加入安利香港分公司，三年後獲晉升為香港安利總經理，先後出任安利香港和台灣地區董事總經理及安利大中華地區行政總裁，為安利進入和開拓中國市場。  
在安利前後任職34年，2011年卸任美國安利公司執行副總裁、安利大中華及東南亞地區行政總裁、安利（中國） 日用品有限公司主席。2015年1月6日，由董建華發起成立的團結香港基金宣布委任鄭李錦芬女士出任總幹事。
現擔任多家上市公司獨立非執行董事職務，包括瑞士證券交易所主板上市的雀巢有限公司；香港交易所主板上市的利邦控股有限公司、海爾電器集團有限公司和澳洲證券交易所主板上市的安姆科有限公司。
2009年獲香港公開大學頒授榮譽大學院士榮銜。2014年，獲香港公開大學頒授榮譽工商管理博士學位。